# Saul Kripke
Saul Aaron Kripke, (Bay Shore, New York, 13. studenog 1940.), američki je filozof i logičar, čije polje rada je usmjereno na semantiku, teoriju istine i modalnu logiku. Radi kao profesor emeritus pri sveučilištu Princeton. Kripke se ubraja u jednog od najslavnijih filozofa današnjice.
Saul Aaron Kripke je studirao na nekoliko sveučilišta prije nego što je dobio diplomu sa sveučilišta Harvard 1962. Držao je predavanja o Johnu Locku na sveučilištu Oxford i bio je tzv. White Professor-at-Large na sveučilištu Cornel. Dobio je naziv profesora na sveučilištu Princeton 1977., i tamo podučava sve do školske 1997. – 98 godine kada postaje professor emeritus. Član je Američke akademije umjetnosti i znanosti i Britanske akademije. Dobitnikom je nekoloko počasnih doktorata. Dobio je nagradu Behrman Award 1988., za izuzetne doprinose z polja društvenih znanosti. 
Kripke postaje poznat prvenstveno po svojim knjigama, Naming and Necessity (1980., 1982.) i Wittgenstein on Rules and Private Language (1982., 1984.). Noam Chomsky i Kripke su bili u intelektualnoj raspravi, koja je započela kad je Chomsky komentirao Krikovu knjigu o Ludwigu Wittgensteinu u Knowledge of Language.